# Gottfried Gurland
Gottfried Gurland (* 28. Januar 1918 in  Ugahlen bei Windau, Gouvernement Kurland; † 31. Oktober 2002 in Wuppertal) war ein deutscher Politiker der SPD.

## Leben
Gottfried Gurland, Sohn des im Nationalsozialismus verfolgten evangelischen Pastors Rudolf Gurland (1886–1947) und Enkel des vormaligen Rabbiners und späteren Missionars und evangelischen Pastors Rudolf Hermann Gurland (1836–1905), stammte ursprünglich aus dem Baltikum und lebte nach dem Zweiten Weltkrieg zunächst in Bremen, wo er sich der Gesamtdeutschen Volkspartei Gustav Heinemanns anschloss, für die er bei der Bundestagswahl 1953 erfolglos auf der bremischen Landesliste kandidierte. Nach dem Scheitern der GVP trat er wie viele seiner Parteifreunde in die SPD über. Seit Mitte der 1950er Jahre wohnte er im Bergischen Land. 1964 wurde er erstmals in den Rat der Stadt Wuppertal gewählt und trat 1970 als Oberbürgermeister die Nachfolge von Johannes Rau an. Er war mit einer Amtszeit von 14 Jahren bis zur Aufgabe des Amtes im Jahre 1984 der dienstälteste Oberbürgermeister in der Stadtgeschichte. Bis zu seiner Pensionierung war er Geschäftsführer der Kirchlichen Hochschule.

## Ehrungen und Tod
1979 erhielt er das Verdienstkreuz 1. Klasse, 1980 wurde ihm der Ehrenring der Stadt Wuppertal verliehen und 1982 ehrte ihn die Kirchliche Hochschule und die Bergische Universität als Ehrenbürger. Das Große Verdienstkreuz der Bundesrepublik Deutschland wurde ihm 1983 verleihen. Zu seinem 80. Geburtstag (1998) wurde er mit der Ehrenbürgerwürde seiner Stadt ausgezeichnet. Seit 1988 trug er den Ehrentitel Altoberbürgermeister.
Gurland verstarb am 31. Oktober 2002 im Alter von 84 Jahren nach kurzer, schwerer Krankheit. Ihm zu Ehren wurde am 12. September 2006 ein Teilbereich der Missionsstraße, in der er bis 1980 lebte, in Gottfried-Gurland-Straße umbenannt.